# زیردریایی یو-۴۱۲

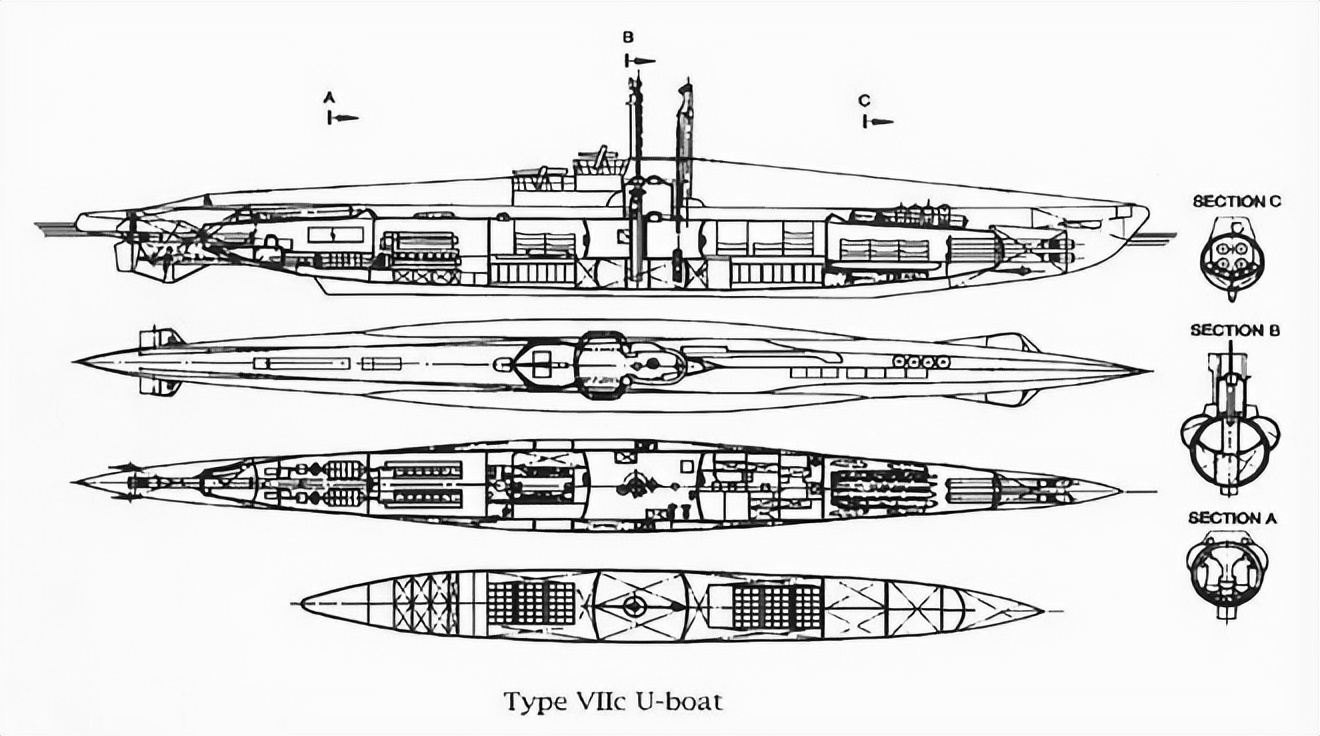
تصویری از تمام جهات زیردریایی یو-۴۱۲

زیردریایی یو-۴۱۲ (به انگلیسی: German submarine U-412) یک زیردریایی بود که طول آن ۶۷٫۱ متر (۲۲۰ فوت ۲ اینچ) بود. این زیردریایی در سال ۱۹۴۱ ساخته شد.